# 数码摄影

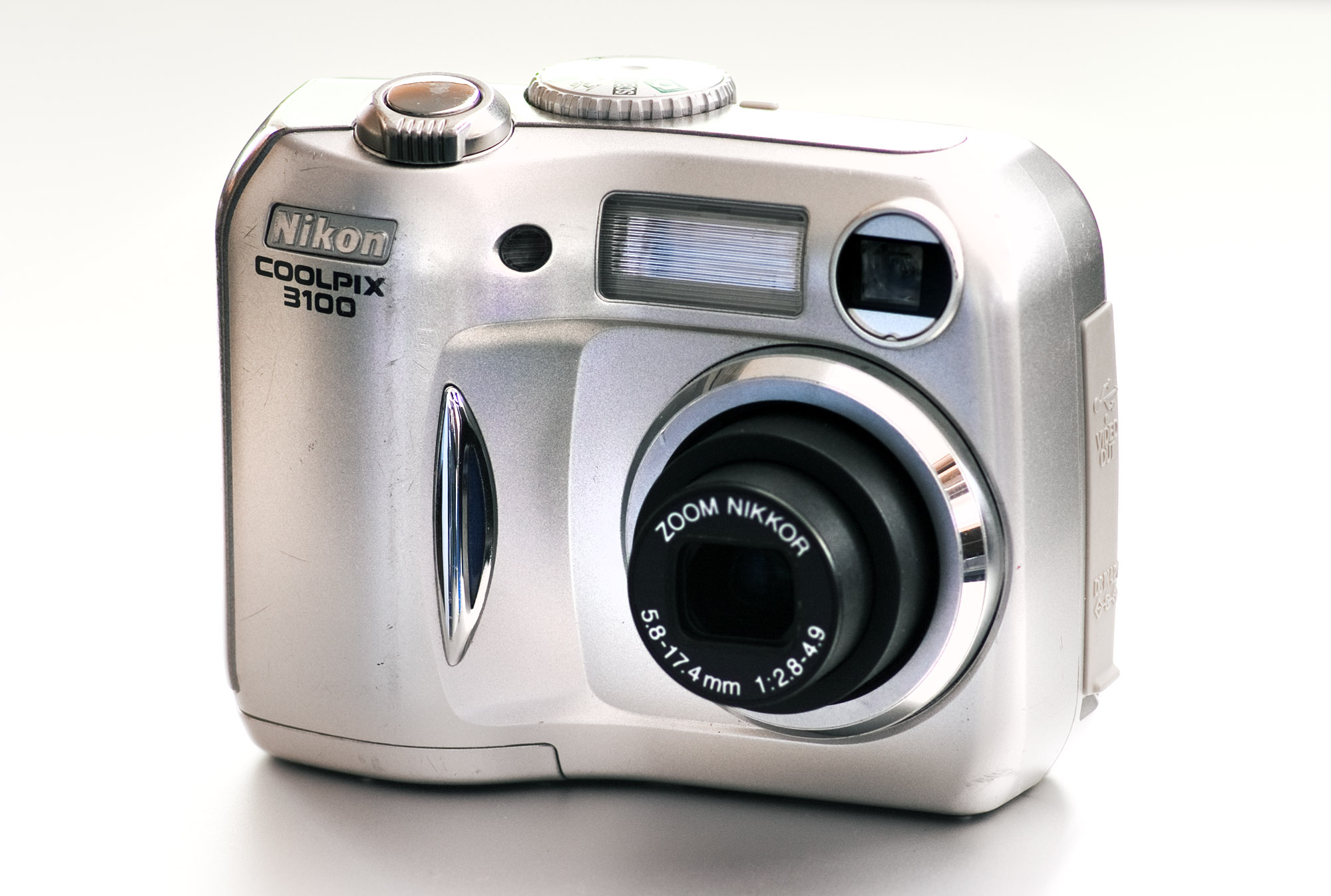
數位相機

數位攝影（英語：digital photography）是指使用数字化的电子元件（CCD、CMOS）替代传统胶片来记录影像的技术，配备数字成像元件的相机统称为數位相機。对于数码摄影来说，光学影像的捕获依然运用小孔成像原理，但其将投射其上的光学影像由光感测器转换为电信号，用模拟数字转换器改为数字信息后记录在存储介质（如CF卡、SD卡）中。其成像可被生成标准的位图图像格式，并借助如Photoshop等位图图像修描软件进行各种修改，并经由数字冲印或打印机输出为实物照片，或可用显示器、投影机、电子相册等展示工具直接展示，也可以直接转换为各种适用的格式用于网络发布或电子邮件传送。
相对于传统胶片，数码介质具有存储量大、可循环使用、可直接观看拍摄影像、后期修改简易、免卻沖印等特点，在进入21世纪后普遍被攝影界接納，並擁有很高的市場佔有率。